# سیارک ۸۷۸۲
سیارک ۸۷۸۲ (به انگلیسی: 8782 Bakhrakh، نامگذاری:1976UG2) هشت هزار و هفتصد و هشتاد و دومین سیارک کشف شده‌است که در ۲۶ اکتبر ۱۹۷۶ کشف شد.
قدر مطلق سیارک برابر ۱۴٫۲۰ است.